# ベイビーわるきゅーれ エブリデイ!
『ベイビーわるきゅーれ エブリデイ!』は、2024年9月5日（4日深夜）から11月21日（20日深夜）までテレビ東京系列の深夜ドラマ枠「水ドラ25」にて放送されたテレビドラマ。主演は髙石あかりと伊澤彩織。テレビ東京初のアクションドラマ。
阪元裕吾監督の映画シリーズ『ベイビーわるきゅーれ』のドラマ化で、映画第3弾『ベイビーわるきゅーれ ナイスデイズ』が2024年9月27日に公開されるのに先⽴って放送開始。時系列は『ナイスデイズ』後にあたる。

## キャスト

### 主要人物
杉本ちさと
演 - 髙石あかり
主人公。台東区に住む女殺し屋。21歳。陽気な気質だが、暴力衝動が漏れ出るのが玉に瑕。
バディの殺し屋として順調にキャリアを積んでいたものの、協会の「ジョブローテーション制度」により、営業部『オフィス向日葵』に配属となる。
本作では過去作品で負ったと思しき古傷が痛む様子を見せる。
深川まひろ
演 - 伊澤彩織
主人公。台東区に住む女殺し屋。21歳。人とまともに会話できないコミュ障だが、格闘をはじめ殺しの腕はピカ一。
ちさとと共にバディを組んでいたが、協会の「ジョブローテーション制度」で一時的にバディを解消。俗に「粛清さん」と呼ばれる監査部の日野の下に赴任させられる。
須佐野
演 - 飛永翼（ラバーガール）
ちさととまひろの担当マネージャー。以前は腕の立つ殺し屋だった事が明かされる。夏目の先輩に当たり、彼の死には寂しげな態度を見せる。
田坂守
演 - 水石亜飛夢
死体処理業者。ウザい態度がちさと・まひろから避けられている節がある。須佐野や夏目とも仲が良く、オフの日は須佐野と共にサウナに行く一面を見せる。
宮内茉奈
演 - 中井友望
死体処理業者。田坂の後輩。有能で、本作ではついに田坂のもとを離れ仕事をこなすことに。
夏目敬
演 - 草川拓弥
殺し屋協会の一大プロジェクト「風林火山」のプロジェクトマネージャー。初対面のまひろに殺されかけるが、一晩冷凍庫に入れられても耐えるタフさは持っている。須佐野とは先輩・後輩で、田坂も含めて親しさを感じさせる間柄である。真面目すぎるきらいがあり、スタッフをこき使いながらもプロジェクト成功に奔走する。
当初はプロジェクト成功まであと一歩のところまで来ていたものの、宮原の気まぐれでプロジェクトは瓦解。過労とプロジェクトの失敗から来るストレスを抱え苛立ちが目立つようになり、尽くしてきた宮原にも見限られた事で限界を迎え、宮原ら「風林火山」チームや本部スタッフを次々と射殺する凶行に及ぶ。最後は拳銃自殺を謀るが、その直前に須佐野の指示を受けたちさととまひろと交戦する。これまで裏方のスタッフで発揮されることのなかった自身の才能に驚きながらも2人を相手取るが、最後は敗北し、2人に謝罪の言葉を残して粛清された。
宮原幸雄
演 - 本田博太郎
夏目のボスで全国2位の伝説の殺し屋。半ば隠居したような暮らしを送るが、協会の人間からは贔屓にされており、プロジェクトの筆頭に選ばれたり新技術の供与を受けていたりもする。
その生き方は夏目を惹きつけるほど魅力的で、豊富な人生経験から来る深い言葉を若者らにたびたびもたらす。だが本質は、気まぐれで主義主張が一貫せず、無自覚にハラスメントを行い、自分の意図にそぐわない者は即座に切り捨て保身に走る「老害」そのものといった体たらくであり、入鹿みなみからも相当嫌われていたことが窺える。
自分の気まぐれで「風林火山」プロジェクトを失敗に追いやった後も何ら反省はしていなかったが、自ら見限った夏目に報復を受け、命乞いをするも呆気なく射殺される結末を迎えた。
日野彰
演 - 柄本時生
殺し屋協会の監査部に属し、シリーズ内で言及されていた私怨での殺しなどで粛清対象となった殺し屋を始末する通称「粛清さん」その人。ジョブローテーションによってまひろとコンビを組む。半端に染まった金髪に伸ばしっぱなしの髭、風呂にもまともに入らないなど全体的にだらしなさを感じさせる人物だが、複数人の殺し屋を相手にしても無傷で殲滅できるなど非常に高い実力を持つ。
かつてコンビを組んでいた後輩を命懸けで守るも、その後輩からは見捨てられそうになった事があり、後日その後輩を殺した過去がある。
赴任してきたまひろとは、お互いコミュ障なこともあってコミュニケーションが弾まなかったが、日を追うごとに互いを理解し、相棒としてじゃれ合うほどに打ち解けることとなる。その仲の良さは、ちさとが「まひろが普通に喋ってる」と驚愕するほど。
実は前述のスタッフ殺しを協会に見咎められて粛清対象になっており、部下を装って赴任してきたまひろに命を狙われる事となる。
まひろに粛清されたと思われたが実は飲んだ液体は毒ではなくまひろが用意した睡眠薬だった。一時、青梅に送られたが『オフィス向日葵』を私怨で襲ってしまったちさまひの元に向かう。自分をあっさり殺そうとした協会に復讐する為2人を追手から逃がし単身で殺し屋達と立ち向かう事を決意する。

### ゲスト

#### 第1話
文松すする
演 - 関町知弘（ライス）（第4話）
粛清された宮原の部下。SNSの使用でヘマをした。
男性
演 - 藤井祐伍
反社組織バラライカの男性。
男性
演 - 世良佑樹
AI搭載爆撃ドローンを宮原にプレゼンする。

#### 第2話
菅原ハジメ
演 - 田中俊介
ちさまひが潜入する居酒屋「碧」の店長。筋トレ好き。
一見は気さくで面倒見の良い兄貴分だが、タタキ（強盗）の常習犯。
殺し屋とは見抜けなかったものの、ちさととまひろが何かを秘めている事を感じ取り、タタキの仲間に入れようかと思案していた。
高浦ケンゴ
演 - 二ノ宮隆太郎
「碧」の店員。ベジータチャンネルのYoutuber。
普段は愛嬌のある言動で柔和そうな雰囲気だが、タタキの話し合いの際にはドスの効いた声色とガラの悪い雰囲気に変わる。
片平マユ
演 - 海津雪乃
「碧」の店員。モデル活動をしている。
人当たりが良いが、本性は口が悪く喧嘩っ早い女性。
客
演 - 山本浩司
「碧」の客。

#### 第3話
ぶつかりおじさん
演 - 水澤紳吾（第8話）
宮内茉奈に道端でわざとぶつかり、彼女が大事にしていたぬいぐるみ「くまきち」を地面に落とした事で逆鱗に触れる。
そのままその場を去ろうとするがちさとに襟首を掴まれ、宮内にくまきちへの謝罪を要求された事に逆上して暴れると、まひろに関節を極められ、警察を呼ぶと叫んだもののどうにもならず観念してようやく謝罪する。タックルじじいとして3人の前に再び現れる（第8話）。
ひったりくり犯とその仲間
演 - 後藤健、石井靖見、八尾宗徳
オートバイでまひろに近づきトートバッグを強奪したが、まひろお気に入りのぬいぐるみ「カルビイカ」に仕込まれていたGPSで居場所を突き止められる。
金目のもの以外を証拠隠滅の為に燃やそうとした際に、手始めにカルビイカを燃やそうとしたタイミングでまひろに追いつかれ、駆逐される。
まひろは大事なカルビイカをひったくった上で燃やそうとした事に怒り、殺し屋として御法度の私怨での殺しを破ってでも始末するつもりだったが、寸前でちさとに止められ気絶するに留められた。
桑原新之助
演 - 田島亮（第4話 - 第6話）
プロジェクト「風林火山」の為に宮原幸雄に合宿に召集されたメンバー。殺し屋専門 脚本・演出家。
常に舌っ足らずで話す。暗殺の為に変装での潜入が必要な場合の脚本を製作し、演技指導も行う。
演技指導の際は熱が入る余り、「お芝居で飯食っていきたいんでしょうが！」と目的から脱線する暴走を見せる。
その際、目を覚まさせる為にちさととまひろにより、殺し屋協会ハラスメント防止委員会に報告され指導を受ける。
変装でまひろの髪を黒く染める必要があった際にまひろが拒否した為、ボヤキながらも徹夜で脚本を練り直す柔軟さはある。
武井聡子
演 - 天木じゅん（第4話 - 第6話）
同上。殺し屋銃器プランナー。
秋間敏夫
演 - 新名基浩（第4話 - 第6話）
同上。殺し屋専属スタイリスト。ファッションの話になると饒舌になる。「風林火山」プロジェクトに嫌気がさし、独立して新たな殺し屋組織を立ち上げようと画策する。その際は夏目も誘おうと考えていたものの、同時期に夏目が乱心。銃を向ける夏目に何度も謝罪するも、あえなく射殺されてしまう。

#### 第5話
店主
演 - 西村誠治
宮原御用達の老舗釜飯屋「秋津」の店主。
釜飯弁当の器を借りに来たまひろがコミュ障のあまり、事情を説明するより手っ取り早く済ませる為に謝られながら絞め落とされ、器を強奪される。
川原真、岡八子
演 - 舘野将平、詩乃渚
殺し屋協会ハラスメント防止委員会の指導員。
殺し屋協会の職員がパワハラを行った報告が上がった際に迅速に現れる。
ハンドブックを手渡した上で、岡がパワハラを行った者を正座させホワイトボードに書いた内容を一緒に読み上げさせ、口答えしようものなら鴨居をくぐるほど長身の川原が無言で睨みを利かせて反省を促す。
協会職員に恐れられており、とある失敗で宮原に詰められた夏目が武井に八つ当たりした際、電話で協会に報告する武井を見て慌てて謝罪するほどの効力を持つ。

#### 第6話
山下牧尾
演 - 後藤剛範（第8話・第9話・第11話）
ちさとがジョブローテーションで赴任する営業部の精鋭集団「オフィス向日葵」部長。筋肉質な体格に刈り上げた髪形、日に焼けた肌と見たまま体育会系の人物で、「ユニークにやれ」と部員を諭す。すぐに大声を上げるなど荒っぽいところはあるが、仕事に慣れないちさとを気にかけており、彼女が孤立した際もフォローするなど根っからのハラスメント気質というわけではない。
元は殺し屋でありながら妻子持ちであったが、報復で自分以外の家族を殺されて以来は現場を離れたという過去を持つ。
高いノルマを課す上層部に不満を抱いており、ノルマ達成の為に三好達と共に依頼人にガセネタを吹き込んで罪の無い人々に濡れ衣を着せ追い込みで営業を取る悪行を上層部には内緒で繰り返していた。本人達はそれを「ユニークな営業」だと思っている。
やり方がおかしいと怒ったちさとに掴みかかり「人殺しに良いも悪いもない。誰のおかげで飯を喰えているこの人殺し」と罵り腹黒い本性を見せた。
コインランドリーでちさまひと死闘の末、殺される。
三好龍
演 - 一ノ瀬竜（第8話・第9話・第11話）
ちさとがジョブローテーションで赴任する「オフィス向日葵」のスタッフ。
ちさとの頭を叩き暴言を吐く等パワハラで追い込んでゆく。
通常の売り込みでは中々営業が取れない為
依頼主の社長の娘に暴行を加え地元ヤクザのせいにする、交通事故の遺族に無関係の中華屋の店主が犯人だと吹き込む等
依頼人にガセネタを吹き込んで罪の無い人々に濡れ衣を着せ追い込みで営業を取る悪行を繰り返していた。
『2ベイビー』にて殺し屋バイトの仲介人である赤木に【正規のクルーを殺せば正社員になれる】と吹き込んだ。
事務所を襲ったちさとに射殺される。
栗原真央
演 - 小島藤子（第8話・第9話・第11話）
ちさとがジョブローテーションで赴任する「オフィス向日葵」のスタッフ。
初めはちさとに話しかける優しい1面を見せたかと思えば電話で営業の取れないちさとに笑顔で銃を突きつけながら人格否定に近い言葉を浴びせ追い詰める。
事務所を襲ったちさとに射殺される。
男性
演 - 林浩太郎、堀内充治
殺人ドローンで「風林火山」プロジェクトを成功させた宮原を労うが、夏目によって射殺されてしまう本部のスタッフ。
男性
演 - 齊藤友暁
死体処理で宮原の遺体を最初に運ばないことに文句を言う本部の男性。
入鹿みなみ
演 - 前田敦子（最終話）
口が達者な殺し屋。宮原が亡くなったことを知らされ「あの老害がやっと死んだ」と喜ぶ。

#### 第7話
杉本たつみ、杉本かなえ
演 - 橋本じゅん、中島ひろ子
ちさとの両親。石神井公園在住。
杉本しんご
演 - 三河悠冴
ちさとの兄。トイガンメーカー「ライラックス」勤務。
杉本まりな、杉本いお
演 - 高柳明音、安田月姫
しんごの妻と娘。
藤見、長谷川
演 - さとうかよこ、城下千砂
かなえと親しい近所のママ友。

#### 第8話
重岡勝吉
演 - 前田旺志郎
ちさととまひろを職質する私服警察官。
しつこい職質でちさととまひろを足止めして最終的に強引にちさとの荷物を奪って中身を見てしまい、メンテナンスの為に持ち歩いていた銃を目にした次の瞬間にはまひろに失神させられていた。
タックルじじい
演 - 岩永ひひお
ちさとたちの前に再び現れたぶつかりおじさんにタックルする男性。

#### 第9話
カネナリ
演 - 木村圭作（第10話）
営業部の「オフィス向日葵」に訪れた客。
麻織夢人
演 - 諏訪太朗（第10話）
そのうち粛清対象者になると日野が指摘する要注意人物。協会ランカー3位に上り詰めるほど凄腕の殺し屋だったが業務で負傷し引退。協会の支援で生活していたが、予算削減のため支援打ち切りと同時に粛清される（第10話）。
男性
演 - 川本直弘
粛清対象となり日野に毒入り茶を飲まされたが、なぜか効いておらず、まひろとバトルになる。
- 山形啓将、小川尊、中村孝志

#### 第10話
川原一平〈61〉
演 - 森下能幸（第11話）
ちさとが雨宿りでたまたま訪れた町中華「平安」の店主。
「オフィス向日葵」でのパワハラと雨の日で痛む古傷に耐えかねて早退したちさとを店に迎え入れ、卵スープとチャーハンで元気付ける優しく思いやるのある人物。
だが過去に子供を車で轢いたという情報があり、遺族から殺しの依頼を請け負った協会から標的にされる。
後に三好達がノルマ達成の為に遺族に吹き込んだガセネタであった事が明かされる。

#### 第11話
女性
演 - 田口音羽
山下牧尾のパートナー。

#### 最終話
常岡修治
演 - 山口祥行
日野彰を粛清した殺し屋。
梶原吉見
演 - 浜野謙太
大手建設会社社長。パワハラで自殺した社員の奥さんからの依頼で殺しの標的となる。
店員
演 - 福田らん。
日野彰が訪れたドムドムハンバーガーの店員。
- ギン、大蔵俊介

## スタッフ
- 脚本 - 阪元裕吾[5]
- 監督 - 阪元裕吾、平波亘、工藤渉[5]
- アクション監督 - 園村健介[5]
- プロデューサー - 加瀬未奈（テレビ東京）、鈴木祐介（ライツキューブ）、服巻泰三（ソリッドフィーチャー）[5]
- 音楽 - 森野宣彦
- オープニングテーマ - syudou「あいきるゆぅ」（syudou商店）[38]
- エンディングテーマ - Tele「包帯」[39]
- アクションコーディネーター - 川本直弘
- ガンエフェクト・編集・VFX - 遊佐和寿
- 制作 - テレビ東京、ライツキューブ[5]
- 制作協力 - ソリッドフィーチャー[5]
- 製作著作 - 「ドラマ ベイビーわるきゅーれ」製作委員会[5]

## 放送日程
| 各話   | 放送日   | サブタイトル                   | ラテ欄               | 監督     |
| ------ | -------- | ------------------------------ | -------------------- | -------- |
| 第1話  | 09月5日  | 10年後も一緒に死体凍らせよ     | 殺し屋女子の日常     | 阪元裕吾 |
| 第2話  | 09月12日 | 社会は責任が伴う場ってなんだよ | 悪徳居酒屋に潜入!    | 平波亘   |
| 第3話  | 09月19日 | この子をお迎えします           | 殺し屋のぬい活記録   | 工藤渉   |
| 第4話  | 09月26日 | 大切な事は140字で伝わらない    | 一大任務ついに始動!  | 阪元裕吾 |
| 第5話  | 10月3日  | 指導とハラスメントの境界線は   | 指導とパワハラの境界 | 阪元裕吾 |
| 第6話  | 10月10日 | 信じられるのはお金だけです     | 風林火山編ついに完結 | 阪元裕吾 |
| 第7話  | 10月17日 | ひさびさ実家帰ったらあるある   |                      | 平波亘   |
| 第8話  | 10月24日 | 経験も成長もしたくありません   | 阪元裕吾 工藤渉      |          |
| 第9話  | 10月31日 | 殺ししかできないから           | 工藤渉               |          |
| 第10話 | 11月7日  | そっちは殺しだけでいいけど     | 平波亘               |          |
| 第11話 | 11月14日 | 私はなんで殺し屋をしてるのか   | 阪元裕吾             |          |
| 最終話 | 11月21日 | 未来の話も二人でなら           | 阪元裕吾             |          |

## 放送局
| 放送期間                | 放送時間                     | 放送局         | 対象地域       | 備考                           |
| ----------------------- | ---------------------------- | -------------- | -------------- | ------------------------------ |
| 2024年9月5日 - 11月21日 | 木曜 1:00 - 1:30（水曜深夜） | テレビ東京     | 関東広域圏     | 製作局                         |
|                         |                              | テレビ北海道   | 北海道         |                                |
|                         |                              | テレビせとうち | 岡山県・香川県 |                                |
|                         |                              | TVQ九州放送    | 福岡県         |                                |
| 2024年9月6日 - 11月22日 | 金曜 1:00 - 1:30（木曜深夜） | テレビ愛知     | 愛知県         |                                |
| 2024年9月25日 -         | 水曜 0:54 - 1:24（火曜深夜） | テレビ宮崎     | 宮崎県         | 杉本ちさと役髙石あかりの出身地 |
| 2024年9月28日 -         | 土曜 0:52 - 1:23（金曜深夜） | テレビ大阪     | 大阪府         |                                |

## ネット配信
| 配信開始月 | 配信サイト     | 配信料金     | 備考       |
| ---------- | -------------- | ------------ | ---------- |
| 2024年9月  | TVer           | 広告付き無料 | 見逃し配信 |
| 2024年9月  | ネットもテレ東 | 広告付き無料 | 見逃し配信 |
| 2024年9月  | Lemino         | 広告付き無料 | 見逃し配信 |
| 2024年9月  | U-NEXT         | 定額制有料   |            |

## コミカライズ
2025年2月15日からU-NEXT Comicにて、結川カズノの作画によるコミカライズが連載されている。